# 世界の常識・非常識!
『世界の常識・非常識!』（せかいのじょうしき・ひじょうしき）は、フジテレビ系列局ほかで放送されていたフジテレビ制作のクイズ番組である。フジテレビ系列局では1990年4月15日から1991年11月3日まで、毎週日曜 20:00 - 20:54 （日本標準時）に放送。

## 概要
世界のあらゆる職業や治安をテーマにしたクイズに芸能人解答者たちが挑戦。2チームに分かれてのチーム対抗戦形式で行われていた。
前期には計5問を出題。全て書き問題だった。得点は基本的に1問につき10点が入っていたが、チームのキャプテンと同じ答えを出していた場合には他の解答者と「ペアリング」が結ばれ、両者ともに20点を獲得できた。最終問題は得点が倍になり、チーム全員での相談が可能（時期によっては1問目も相談可能な場合もあった）。個人で全問正解すると、パーフェクト賞として何処でも好きな所へ行ける空港券が贈られた。
後期にはオープニングクイズで解答者一人一人に2択の「常識ダウトクイズ」（10点）を出題。当初は口答式だったが、後に早押し問題になった。その後には書き問題を出題。書き問題は、全員で相談しながら一つの答えを出すパターン（当初は40点で、後に20点）と、相談無しで全員が1人ずつ答えを書き、最終的にキャプテンが誰の答えをチームの答えにするかを決定するパターン（当初は逆転クイズで80点で、後に40点）があった。（決定された答えを書いた解答者の前に、白い植木鉢が置かれていた。）200点獲得でパーフェクト賞が贈られた。
番組終了間際の時期の逆転クイズでは、ゲスト同士 → 相原勇と松本人志（ダウンタウン） → 田代まさしと浜田雅功（ダウンタウン） → 和田アキ子と加納典明の順に口頭で答える問題がそれぞれ出題された。1問目は勝っているチームが先攻で、2問目以降は正解したチームが先攻である。同点の場合、ジャンケンで勝ったチームが先行・後攻を選べた。得点は40点から始まり、間違えると半分になって（40点 → 20点 → 10点 → 5点の順に減る）後攻のチームに解答権が移った。5点になっても正解が出なかったらその問題は終了（2巡したら終了となる）。得点に関わらず、オープニングクイズ、書き問題、逆転クイズ4問全て正解したチームにはパーフェクト賞が贈られた。

## 出演者

### 司会
- 逸見政孝

### アシスタント
- 有賀さつき（当時フジテレビアナウンサー）

### 解答者

#### 大島さんチーム
- 大島渚 - キャプテン。1991年3月まで出演。
- 酒井法子
- 村野武範
- ジュリー・ドレフュス
- ほか

#### 典明さんチーム
- 加納典明 - キャプテン。1991年4月から出演。
- 浜田雅功（ダウンタウン） - 1991年4月から出演。後番組の『ダウンタウンのごっつええ感じ』も続投。
- 松本人志（ダウンタウン） - 1991年4月から出演。後番組の『ダウンタウンのごっつええ感じ』も続投。
- ゲスト - このチームのゲストは女性に限定されていた。

#### アッコさんチーム
- 和田アキ子 - キャプテン。
- 田代まさし
- 相原勇
- ゲスト - 当初は女性ゲストがこのチームに加わる場合もあったが、末期には男性に限定されていた。

### ナレーター
- 塚越孝（当時ニッポン放送アナウンサー） - 1991年3月まで担当。
- 青嶋達也（フジテレビアナウンサー） - 1991年4月から担当。
- 谷啓-1990年10月から1991年3月まで担当
- 吉村明宏-1991年4月から担当

## スタッフ
- 企画：金光修、水口昌彦
- 構成：玉井貴代志／渡邊健一、近藤博幸、藤岡俊幸、渡辺豊
- リサーチ：ワープ、猪浦直樹／森達也
- プロデュース：近藤孝子／寺島高幸（テレコム・ジャパン）
- 音楽：亀山耕一郎
- オープニングタイトル：高城剛
- 美術プロデューサー：永本允
- デザイナー：根本研二
- 美術進行：岡村正樹
- 大道具：石川昇
- 装飾：大成朋子
- 電飾：飯田修一
- 技術プロデューサー：山口武彦
- TD：石黒義満
- CAM：高島洋雄
- VE：富沢茂明
- AUD：仙田俊一
- LD：田村春夫、酒井謙二
- 海外取材：共同テレビ取材技術部
- 協力：ANA全日空、髙島屋
- 編集：田口拓也
- ライン編集：篠田孝裕、田中健二
- 整音：蛯原浩彦、高橋誠一郎
- 音響効果：志田博英、田中寿一
- 取材プロデューサー：西野肇・森田道隆（以上、テレコム・ジャパン）
- 取材ディレクター：佐久間務
- 演出補：田中富士雄、田中悟志
- 制作補：神田順子
- TK：小島みゆき
- ディレクター：橋本敏夫
- 演出：鈴木常恭、秋本佳嗣、田部谷進
- プロデューサー：細川邦夫
- 制作協力：共同テレビ／テレコム・ジャパン／三木プロダクション
- 制作著作：フジテレビ

## 放送局
系列は放送当時のもの。
| 放送対象地域   | 放送局             | 系列           | ネット形態              | 備考                                            |
| -------------- | ------------------ | -------------- | ----------------------- | ----------------------------------------------- |
| 関東広域圏     | フジテレビ         | フジテレビ系列 |                         | 製作局                                          |
| 北海道         | 北海道文化放送     | フジテレビ系列 | 同時ネット              |                                                 |
| 岩手県         | 岩手めんこいテレビ | フジテレビ系列 | 同時ネット              | 1991年4月の開局時から                           |
| 宮城県         | 仙台放送           | フジテレビ系列 | 同時ネット              |                                                 |
| 秋田県         | 秋田テレビ         | フジテレビ系列 | 同時ネット              |                                                 |
| 山形県         | 山形テレビ         | フジテレビ系列 | 遅れネット              | 日曜15:00より遅れネット、当時はフジテレビ系列   |
| 福島県         | 福島テレビ         | フジテレビ系列 | 同時ネット              |                                                 |
| 新潟県         | 新潟総合テレビ     | フジテレビ系列 | 同時ネット              |                                                 |
| 長野県         | 長野放送           | フジテレビ系列 | 同時ネット              |                                                 |
| 山梨県         | テレビ山梨         | TBS系列        |                         |                                                 |
| 静岡県         | テレビ静岡         | フジテレビ系列 | 同時ネット              |                                                 |
| 富山県         | 富山テレビ         | フジテレビ系列 | 同時ネット              |                                                 |
| 石川県         | 石川テレビ         | フジテレビ系列 | 同時ネット              |                                                 |
| 福井県         | 福井テレビ         | フジテレビ系列 | 同時ネット              |                                                 |
| 中京広域圏     | 東海テレビ         | フジテレビ系列 | 同時ネット              |                                                 |
| 近畿広域圏     | 関西テレビ         | フジテレビ系列 | 同時ネット              |                                                 |
| 島根県・鳥取県 | 山陰中央テレビ     | フジテレビ系列 | 同時ネット              |                                                 |
| 広島県         | テレビ新広島       | フジテレビ系列 | 同時ネット              |                                                 |
| 岡山県・香川県 | 岡山放送           | フジテレビ系列 | 同時ネット              |                                                 |
| 愛媛県         | テレビ愛媛         | フジテレビ系列 | 同時ネット              |                                                 |
| 福岡県         | テレビ西日本       | フジテレビ系列 | 同時ネット              |                                                 |
| 佐賀県         | サガテレビ         | フジテレビ系列 | 同時ネット              |                                                 |
| 長崎県         | テレビ長崎         | フジテレビ系列 | 遅れネット → 同時ネット | 1990年9月までは日本テレビ系列とのクロスネット局 |
| 熊本県         | テレビ熊本         | フジテレビ系列 | 同時ネット              |                                                 |
| 沖縄県         | 沖縄テレビ         | フジテレビ系列 | 同時ネット              |                                                 |